# Emilio Patrissi
Emilio Patrissi (Palermo, 19 novembre 1910 – Roma, 8 gennaio 1980) è stato un politico italiano.

## Biografia
Laureato in economia e commercio e in matematica attuariale, docente di matematica finanziaria, fu un volontario combattente, decorato al valor militare. Insieme con Alfredo Covelli fondò la Concentrazione Nazionale Democratica Liberale tra il 1944 e il 1945, e ne divenne segretario. Fu chiamato nel settembre 1945 come deputato della Consulta Nazionale. Alle elezioni politiche del giugno 1946 però si candidò con Fronte dell'Uomo Qualunque e fu eletto deputato all'Assemblea Costituente, uno dei pochissimi (4) ad essere eletto in 3 collegi. Direttore e fondatore del quotidiano L'Ora d'Italia.
Nel luglio 1947 si sfidò a duello con Paolo Treves, ma nessuno dei due rimase ferito.

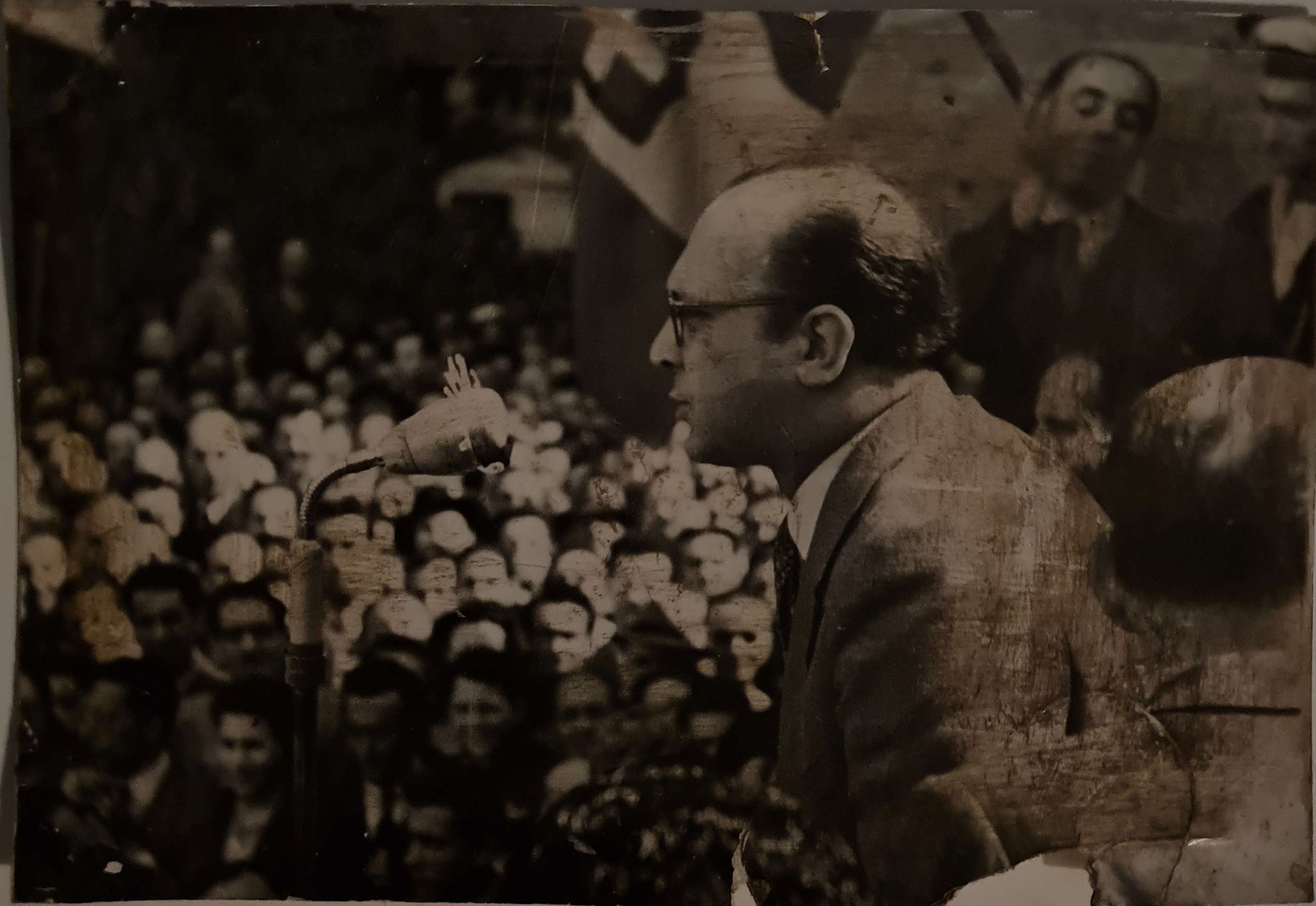
Patrissi ad un comizio elettorale nel 1946 a Bari

Leader dell'ala destra del partito, ruppe con Guglielmo Giannini e fondò nel settembre 1947 il Movimento nazionalista per la democrazia sociale". Nel novembre 1947 passò nell'Unione Nazionale, di cui fu capogruppo, poi entrò nel Partito Nazionale Monarchico, di cui fu Vice Segretario Generale Vicario fino al suo ritiro dalla politica nel 1966.
Consigliere comunale di Roma dal 1946 al 1966.

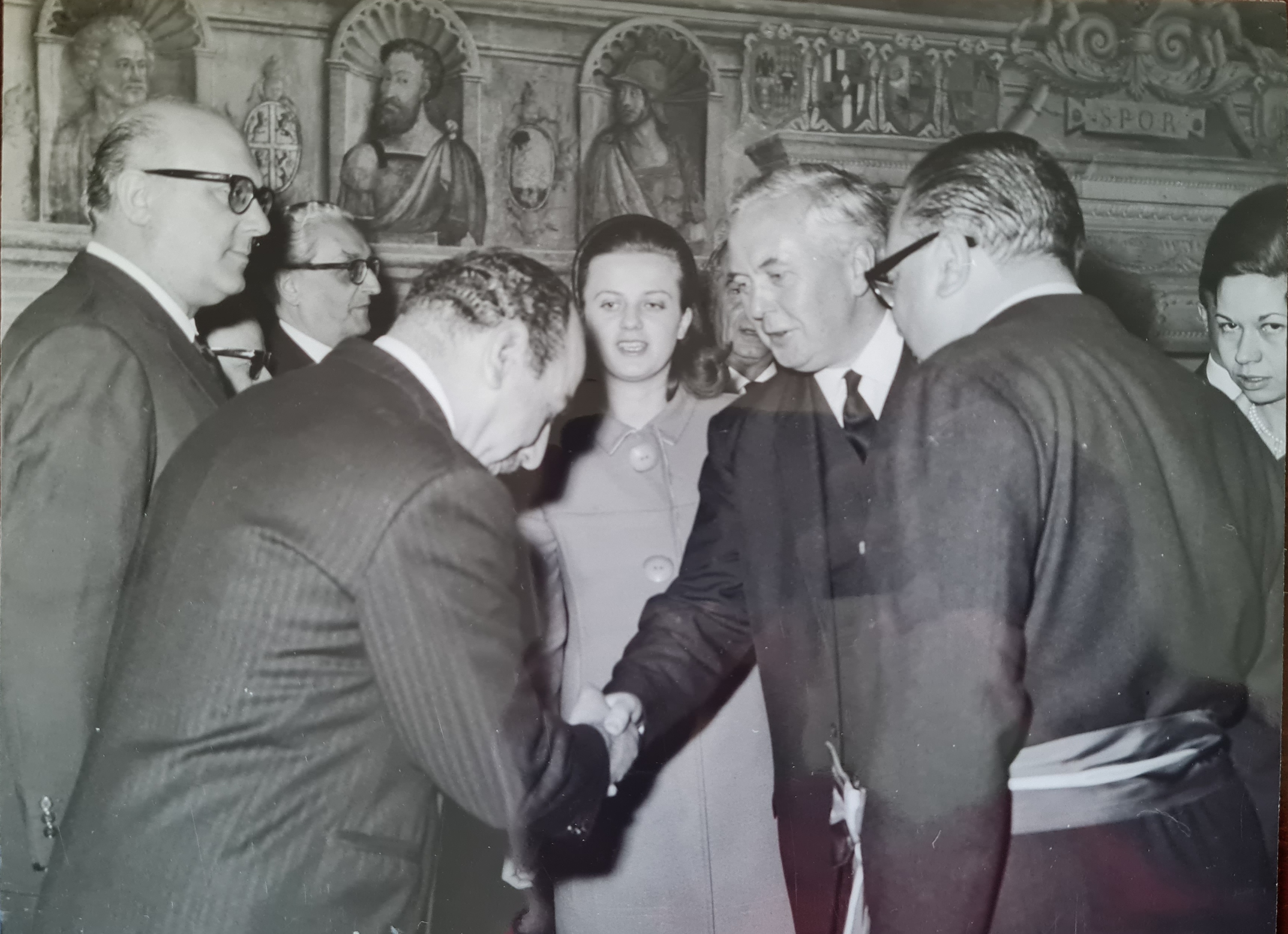
Il primo ministro inglese a Roma nel 1965 Wilson, il primo da sinistra Emilio Patrissi

### Movimento Nazionalista per la Democrazia Sociale
Nel luglio del 1947 Patrissi fondò il Movimento Nazionalista per la Democrazia Sociale. Il nuovo partito fu presente alle elezioni politiche del 1948 riuscendo a presentare liste in 22 delle 31 circoscrizioni della Camera, ma nonostante la discreta copertura territoriale non ottenne eletti. I risultati furono infatti minimi, poiché ebbero pochissimo tempo per creare il movimento, raccogliendo in tutta Italia circa 56.000 voti, pari allo 0,21%, e solo nella circoscrizione di Benevento-Avellino-Salerno riuscì ad ottenere un dignitoso 2,41%. Per il Senato fu presente solo in 6 collegi dei 237 nazionali, 4 in Campania e 2 in Calabria, con  27.152 voti totali ottenuti. Tra i candidati del partito a Cagliari si presentò il generale Antonio Basso.